# Pedius
Pedius is een geslacht van kevers uit de familie van de loopkevers (Carabidae). De wetenschappelijke naam van het geslacht is voor het eerst geldig gepubliceerd in 1850 door Motschulsky.

## Soorten
Het geslacht Pedius omvat de volgende soorten:
- Pedius figuratus Wollaston, 1864
- Pedius ineptus Coquerel, 1859
- Pedius inquinatus Sturm, 1824
- Pedius longicollis Duftschmid, 1812
- Pedius siculus Levrat, 1857